# 削短型霰彈槍

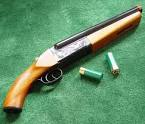
一把削短型雙管霰彈槍

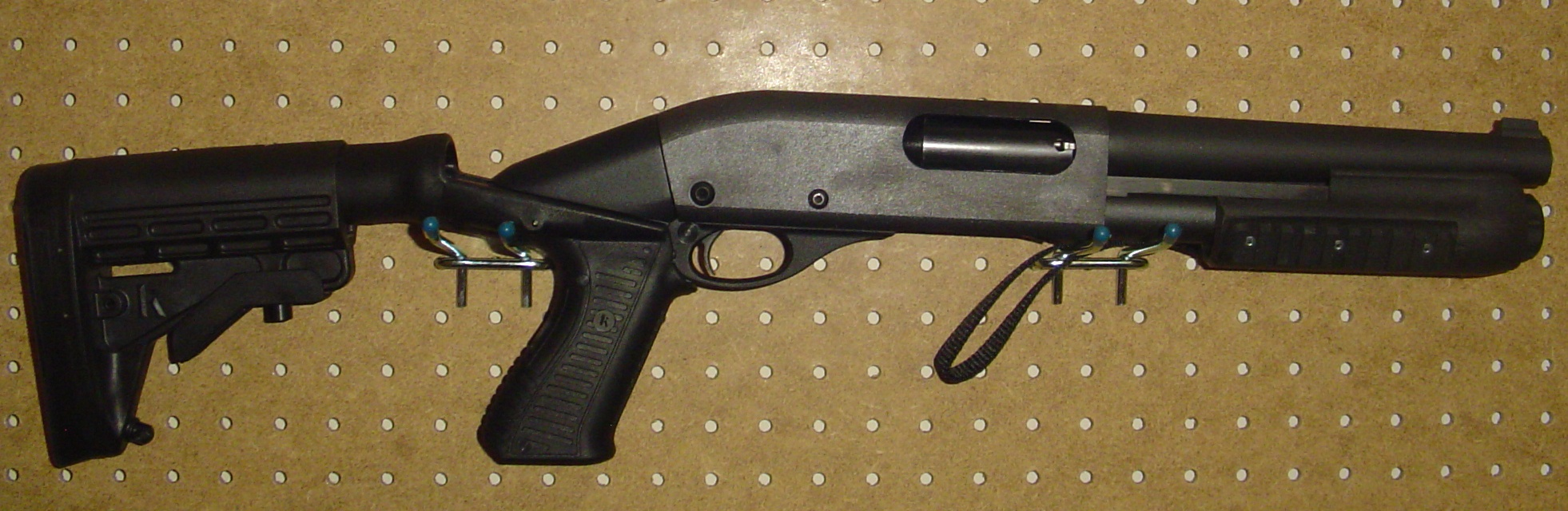
一把裝上M4卡賓槍伸縮式槍托的削短型雷明登870霰彈槍

削短型霰彈槍（英語：或Sawed-off shotgun）通常是指那些槍管被削斷或沒有槍托且槍身短小的散彈槍。

## 特徵
削短型霰彈槍通常是以雙管霰彈槍或泵動式散彈槍（如：雷明登870）改裝而成的，相比起標準型霰彈槍，削短型霰彈槍的射程更短，但同時因槍身短小而便於隱蔽攜帶及更輕便。然而也由於它們沒有槍托的原故而導致後座力過大，因此並不易控制，也不利於作瞄準射擊。而且還會有可能降低槍口初速，從而減少殺傷力。
此類武器主要是為滿足近戰需求而設的，是犯罪集團及不法份子常用的犯罪工具（原因是許多國家限制了一般平民擁有手槍和其他槍械，但霰彈槍卻不受此限），但亦有一些執法部門及軍隊的特種部隊會配備此類槍械以用作破門工具。而Masterkey槍管下掛式霰彈槍更以外加戰術配件的形式安裝在突擊步槍的護木下以實現和戰鬥人員的主要武器一體化。
除了削短型霰彈槍以外也存在其他槍托或槍身削短的槍械，如：削短型步槍、削短型榴彈發射器等。

## 合法性
根據美國在1934年制定的全國槍械法，任何全自動武器、短管步槍及短管霰彈槍必須透過註冊和支付200美元稅金才可擁有。而未經註冊的短管霰彈槍的法定最低長度為18英寸（約46公分）。

## 流行文化
削短型霰彈槍出現在許多的電影、電視劇和電子遊戲當中，並以各種形式登場。
- 在1984年電影當中，從2029年回到1984年的人類抵抗軍戰士凱爾·瑞斯曾在警車裡獲得一枝伊薩卡37泵動式霰彈槍並鋸斷其槍托以方便藏在大衣裡隱蔽攜帶（英语：Concealed carry）。
- 在1991年電影當中，飾演終結者T-800的阿諾·史瓦辛格曾使用一支槍身削短的“馬腿”樣式溫徹斯特M1887槓桿式霰彈槍，並在機車上以轉槍退膛（英語：Flip-Cocking）的方式使用。該種射擊方式對後來出現溫徹斯特M1887的作品影響深遠。
- 在1995年電影《英雄不流淚》中，主角馬立亞奇曾使用削短型雙管霰彈槍。
- 在當中玩家能夠使用削短型雙管霰彈槍。
- 在當中，玩家能夠使用一款叫「遊俠」（英語：Ranger）的削短型雙管霰彈槍（甚至還可雙持），該武器在故事模式當中也被巴西武裝團匪所使用。另外遊戲内也存在著“馬腿”樣式削短型溫徹斯特M1887，在雙持使用時會以轉槍退膛的方式進行射擊。
- 在單人模式關卡「沃爾庫塔」當中，玩家扮演的角色亞歷克斯·梅森在騎著機車越獄時會使用一支“馬腿”樣式削短型溫徹斯特M1887以轉槍退膛射擊風格攻擊追兵，奇怪地每射擊兩發後才重新裝填。
- 在電影中，主角艾莉絲（蜜拉·喬娃維琪飾演）曾使用兩枝彈藥內含有大量硬幣的削短型雙管霰彈槍。
- 在當中，玩家可使用一款經現代化改造的削短型溫徹斯特M1887。
- 在《絕對武力Online》當中，削短型雙管霰彈槍為一款可用武器（另外還設有削短型三管霰彈槍和殭屍模式3女英雄專用的削短型四管霰彈槍）。遊戲中的溫徹斯特M1887也設有一種削短槍身的改型，並被歸類至手槍類武器。
- 在《俠盜獵車手IV：失落與詛咒》當中，玩家可使用削短型雙管霰彈槍，同時可在騎車上使用。
- 在當中，一款削短型雷明登870霰彈槍為恐怖份子陣營的可用武器。
- 在《德军总部：旧血脉》中，主角B.J. Blazkowicz（英语：William "B.J." Blazkowicz）削短其雙管霰彈槍的槍管，並用來對付變成喪屍的纳粹士兵。
- 在中，溫徹斯特M1887能夠被削短槍托以增加機動性。相反地，雙管霰彈槍卻被預設為一款削短型霰彈槍，重新添加槍托被視為一種改裝，以便使用者抵消武器強大的後座力。
- 在《絕地求生》中，削短型雙管霰彈槍為一種可用武器。

## 參看
- 中折式
- 雙管霰彈槍
- 散彈槍
- 超級矮子霰彈槍